# Vittorio Veneto
Vittorio Veneto je italské město v provincii Treviso v oblasti Benátsko.
V roce 2014 zde žilo 28 408 obyvatel.
Město jleží na východní hranici regionu pěstování vinné révy odrůdy Glera a výroby vína Prosecco.

## Poloha města
Město leží na severu provincie Treviso u hranic s provincií Belluno. Město vzniklo v 19. století v důsledku sjednocení dvou historických měst Ceneda a Serravalle. Sousední obce jsou: Belluno (BL), Cappella Maggiore, Colle Umberto, Conegliano, Farra d'Alpago (BL), Fregona, Limana (BL), Revine Lago, San Pietro di Feletto, Tarzo

## Vývoj počtu obyvatel
Zdroj: 